# ایستگاه راه‌آهن مرکزی نورنبرگ
ایستگاه راه‌آهن مرکزی نورنبرگ (انگلیسی: Nuremberg Central Station) ایستگاه اصلی راه‌آهن در شهر نورنبرگ، آلمان است.
این ایستگاه که در سال ۱۸۴۴ تأسیس شده به راه‌آهن سراسری آلمان و اس-بان نورنبرگ متصل است.

## نگارخانه

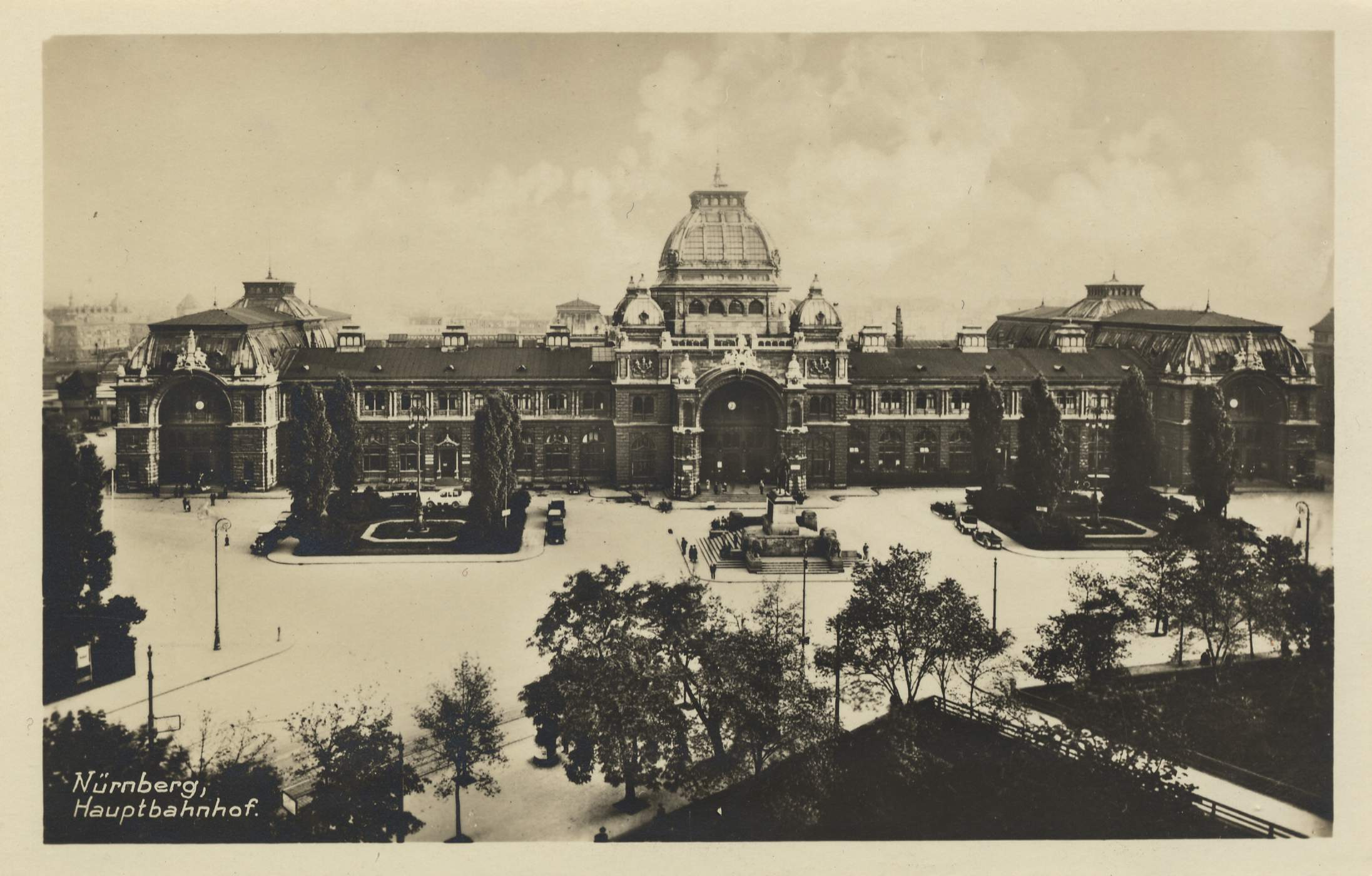
ساختمان اولیه ایستگاه (۱۹۰۰–۱۹۰۶)
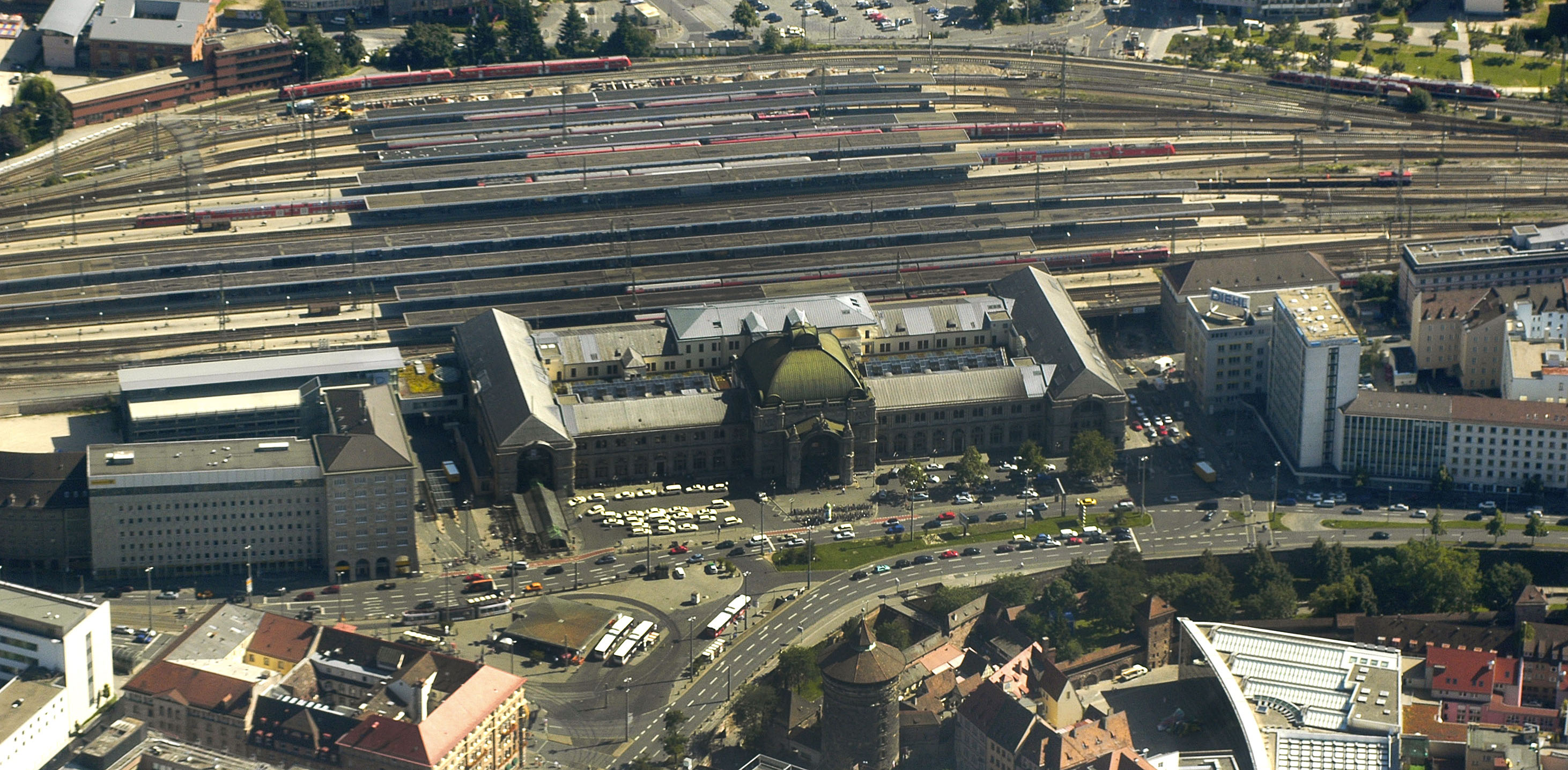
تصویر هوایی ایستگاه
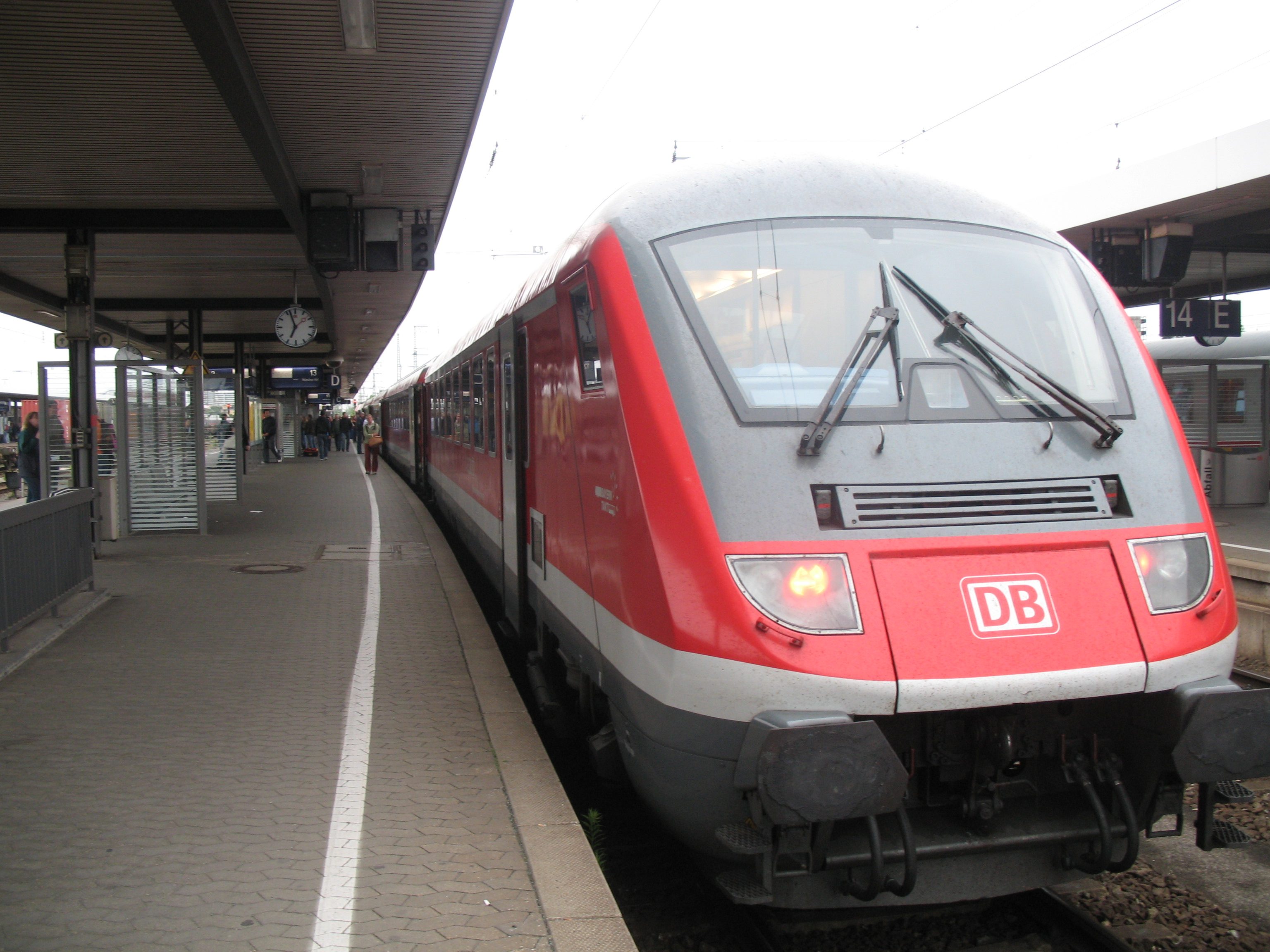
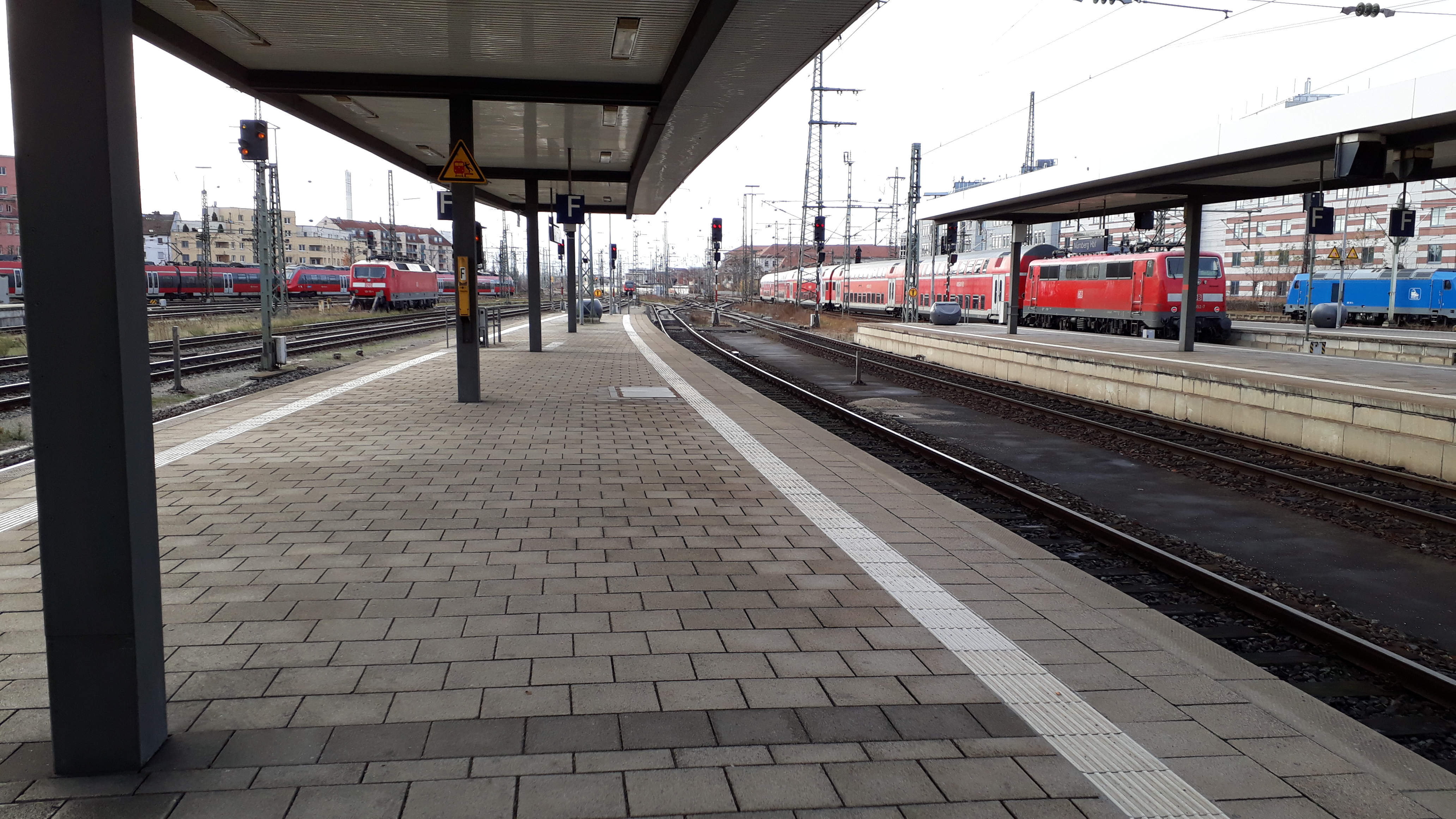